# Alain Martel
Alain Martel (* 11. Mai 1959) ist ein kanadischer Poolbillardspieler.

## Karriere
Alain Martel begann im Alter von sieben Jahren mit dem Billardspielen. Im September 1999 erreichte er bei den US Open den 17. Platz. Im Februar 2000 verlor er das Finale der Molson Cup 10-Ball Championship gegen Alex Pagulayan. Nachdem er im Mai 2000 bei den BCA Open Dreizehnter geworden war, erreichte er bei der 9-Ball-Weltmeisterschaft 2000 die Runde der letzten 32, in der er jedoch mit 4:9 gegen Alex Pagulayan verlor. Im Januar 2001 gewann er erstmals ein Turnier der Joss Northeast Tour. Bei der 9-Ball-WM 2001 zog er, nachdem er unter anderem Tommy Donlon, Chris Melling und Leonardo Andam besiegt hatte, ins Halbfinale ein, in dem er dem späteren Weltmeister Mika Immonen mit 7:11 unterlag. Ein Jahr später schied er hingegen als Sechster seiner Gruppe in der Vorrunde aus.
2004 gewann Martel durch einen Finalsieg gegen Erik Hjorleifson die Canadian Open 9-Ball Championship. Bei der 9-Ball-WM 2005 erreichte er die Runde der letzten 32, 2007 schaffte er es ins Achtelfinale, in dem er mit 8:11 gegen Mika Immonen verlor. 2008 gewann er zum zweiten Mal die Canadian Open 9-Ball Championship. 2009 wurde er erstmals zum World Pool Masters eingeladen. Wegen Problemen mit seinem Visum konnte er jedoch nicht antreten und wurde durch seinen Landsmann Tyler Edey ersetzt.
Im August 2009 gewann er die Canadian Open Championship in den Disziplinen 9-Ball und 10-Ball. Bei der 10-Ball-WM 2009 sowie der 9-Ball-WM 2010 schied er in der Runde der letzten 64 aus. Nachdem er 2010 bei der Canadian Open Championship im 8-Ball und im 9-Ball Zweiter geworden war, gewann er 2011 durch einen 11:5-Finalsieg gegen Harvey Shognosh die Canadian Open 8-Ball Championship.
Beim World Cup of Pool bildete Martel 2007 gemeinsam mit Edwin Montal das kanadische Team, das nach Siegen gegen Vietnam, Südkorea und Belgien das Halbfinale erreichte, dort jedoch mit 0:9 gegen die Finnen Mika Immonen und Markus Juva verlor.
Bei der Team-Weltmeisterschaft war Martel 2010 Teil der kanadischen Mannschaft, die in der Vorrunde ausschied.

## Erfolge
| Canadian Open 9-Ball Championship:  | 2004, 2008, 2009 |
| Canadian Open 10-Ball Championship: | 2009             |
| Canadian Open 8-Ball Championship:  | 2011             |